# Alpinové
Alpinové, také MacAlpinové, anglicky House of Alpin (případně Alpínid dynasty), skotskou gaelštinou Clann Chináeda (meic Ailpín), byl gaelský panovnický rod vládnoucí od 9. století Piktské říši, z níž se posléze vyvinulo království Alba. Jsou takto bráni jako první skotská královská dynastie, a přestože už v 11. století vymřeli po meči, jejich kognatičtí potomci vládli ve Skotsku i nadále.
Název dynastie má původ u Alpína mac Echdacha, což byl pravděpodobně v letech 831 až 834 král Dalriady, keltské říše v oblasti Hebrid a Severního průlivu. Jeho syn Cináed (Kenneth) pak ovládl království Piktů a tradičně se od roku 843 považuje za prvního skotského krále, ačkoliv se takhle jeho titul ještě nenazýval a jeho moc nezahrnovala celé (pozdější) Skotsko.
Éra Alpinů se nesla v duchu střídání vlády mezi potomky různých linií odvozených od krále Kennetha. Počínaje nejpozději Donaldem II. se panovníci označovali jako králové Alby. Posledním přímým členem dynastie byl Malcolm II., který roku 1034 zemřel bez mužských potomků. Skrze jeho dceru Bethóc pak následnictví přešlo na rod Dunkeldů.

## Panovníci dynastie
- Kenneth I. MacAlpin843–858 Kenneth I. (žil 810–858)

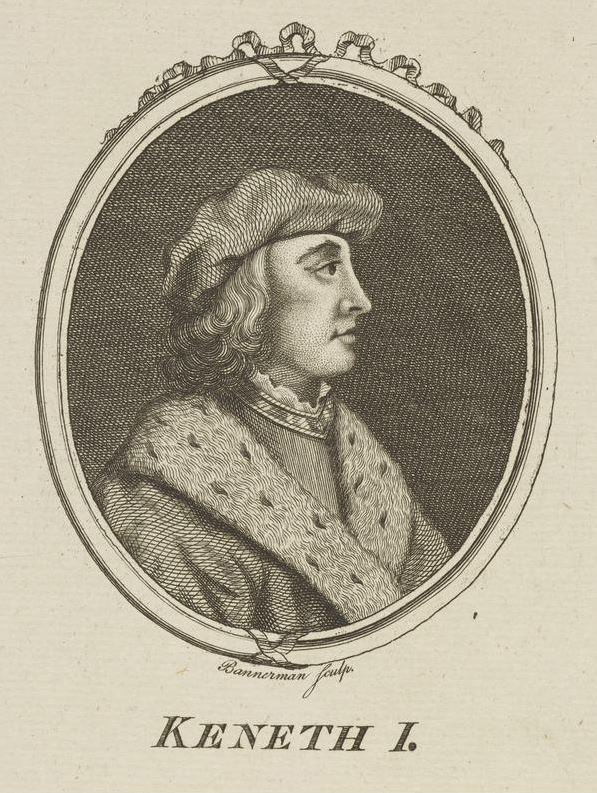
Kenneth I. MacAlpin

- 858–862 Donald I. (812–862), bratr
- 862–877 Konstantin I. (836–877), synovec (syn Kennetha I.)
- 877–878 Aedh, bratr
- 878–889 Cyriak (kolem 832–890) a/nebo Eochaid, synovec (vnuk Kennetha I. po matce)
- 889–900 Donald II. (862–900), bratranec (syn Konstantina I.)
- 900–943 Konstantin II. (asi 879–952), synovec (syn Aedha)
- 943–954 Malcolm I. (897–954), syn Donalda II.
- 954–962 Indulf (927–962), syn Konstantina II.
- 962–967 Duff (928–967), syn Malcolma I.
- 967–971 Colin, syn Indulfa
- 971/76–977 Amlaíb, bratr
- 971–995 Kenneth II. (932–995), syn Malcolma I.
- 995–997 Konstantin III. (970–997), syn Colina
- 997–1005 Kenneth III. (966–1005), syn Duffa
- 1005–1034 Malcolm II. (954–1034), syn Kennetha II.